# Expedition 23
Expedition 23 è stato il 23° equipaggio della Stazione spaziale internazionale (ISS).

## Equipaggio
| Ruolo               | Marzo – Aprile 2010                | Aprile – Giugno 2010                     |
| ------------------- | ---------------------------------- | ---------------------------------------- |
| Comandante          | Oleg Kotov, Roscosmos Secondo volo | Oleg Kotov, Roscosmos Secondo volo       |
| Ingegnere di volo 1 | Soichi Noguchi, JAXA Secondo volo  | Soichi Noguchi, JAXA Secondo volo        |
| Ingegnere di volo 2 | Timothy Creamer, NASA Primo volo   | Timothy Creamer, NASA Primo volo         |
| Ingegnere di volo 3 |                                    | Aleksandr Skvorcov, Roscosmos Primo volo |
| Ingegnere di volo 4 |                                    | Michail Kornienko, Roscosmos Primo volo  |
| Ingegnere di volo 5 |                                    | Tracy Caldwell Dyson, NASA Secondo volo  |

### Equipaggio di riserva
- Douglas Wheelock - Comandante
- Anton Škaplerov
- Satoshi Furukawa
- Michail Tjurin
- Aleksandr Samokutjaev
- Scott Kelly

## Riassunto missione

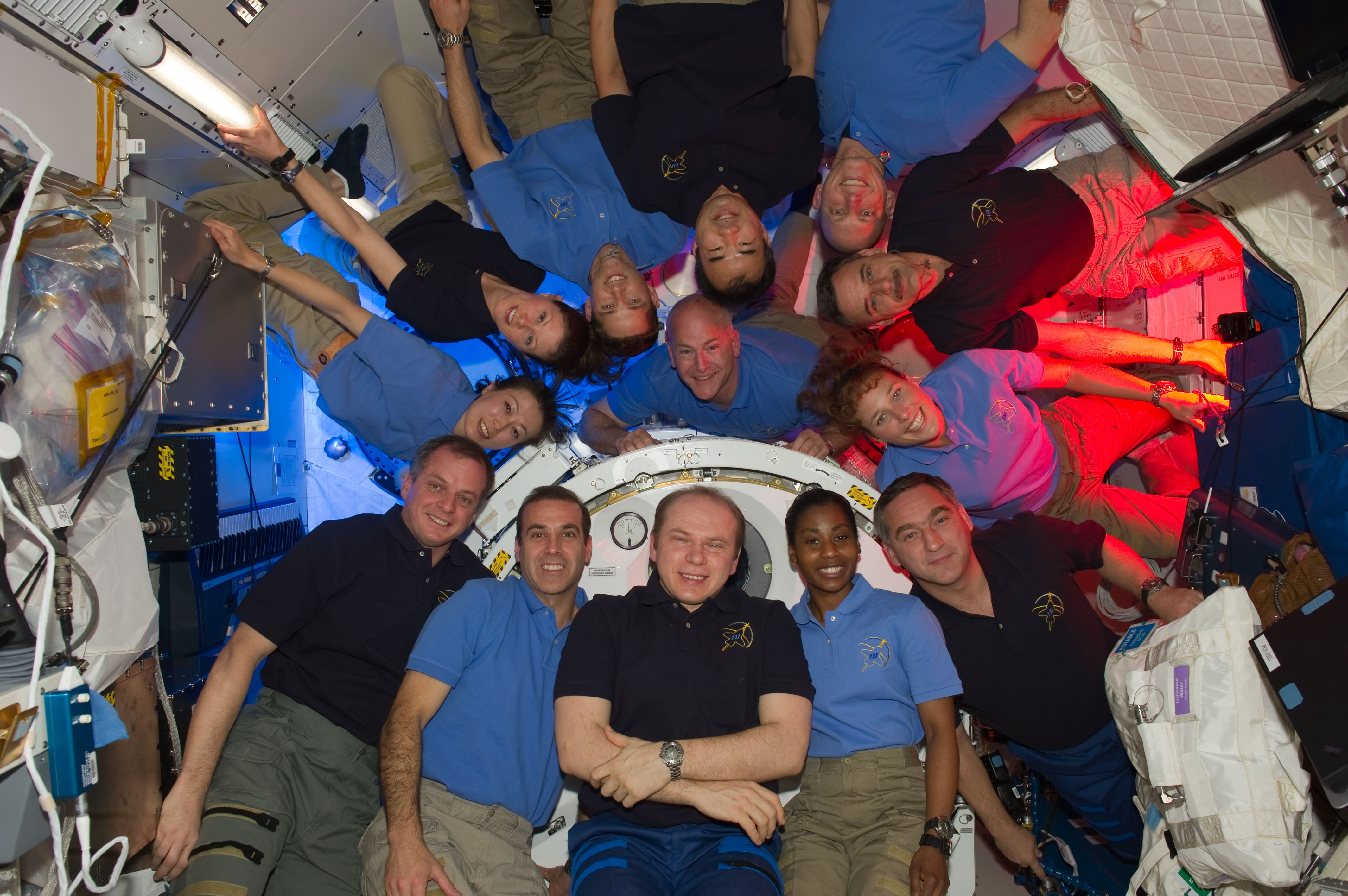
Foto di gruppo con gli astronauti di STS-131

L'equipaggio della Expedition 23 comprende tre cosmonauti russi, due americani e un giapponese. Per la prima volta una expedition conta 3 cosmonauti russi contemporaneamente in orbita.
In aprile 2010, l'Expedition 23 ha accolto a bordo della stazione spaziale la missione STS-131 dello Space Shuttle che ha portato il Multi-Purpose Logistics Module Leonardo.